# فارم لوپ، آلاسکا
فارم لوپ (به انگلیسی: Farm Loop) شهری در بخش ماتانوسکا-سوسیتنا ایالت آلاسکا است که جمعیت آن در سرشماری سال ۲۰۰۰ میلادی ۱۰۶۷ نفر بوده‌است.